# Großer Preis von Japan 1976
Der Große Preis von Japan 1976 (offiziell XI Japanese Grand Prix) fand am 24. Oktober auf dem Fuji International Speedway in Oyama statt und war das 16. und letzte Rennen der Automobil-Weltmeisterschaft 1976.

## Berichte

### Hintergrund
Der erstmals als WM-Lauf ausgetragene Große Preis von Japan bildete den Abschluss der turbulent verlaufenen Saison 1976. Niki Lauda ging als WM-Führender in das Wochenende, jedoch mit nur noch drei Punkten Vorsprung vor James Hunt, seinem einzig verbliebenen Konkurrenten um den Titel.
Das Feld wurde durch mehrere lokale Gaststarter ergänzt, die allesamt ihr Grand-Prix-Debüt absolvierten. Noritake Takahara erhielt anstelle des Stammfahrers Brett Lunger den Platz im zweiten Werks-Surtees. Kazuyoshi Hoshino trat in einem Tyrrell 007 des Privatteams Heroes Racing an. In dieser Konstellation kamen erstmals in der Formel 1 Reifen des Herstellers Bridgestone zum Einsatz. Das japanische Team Kojima Engineering debütierte mit einem eigenen Fahrzeug, welches von Masahiro Hasemi pilotiert wurde und mit Dunlop-Reifen ausgestattet war. Masami Kuwashima plante einen Einsatz als Paydriver für das Team Walter Wolf Racing. Da er die vereinbarten Sponsorengelder jedoch nicht rechtzeitig auftreiben konnte, wurde er bereits während des Trainings durch Hans Binder ersetzt. Aufgrund dessen gilt Kuwashima als der Rennfahrer mit der kürzesten Formel-1-Karriere. Das Team Maki Engineering, mit dem Howden Ganley, Hiroshi Fushida und Tony Trimmer bereits in den Jahren 1974 und 1975 vergeblich versucht hatten, sich für einzelne Grand Prix zu qualifizieren, kehrte ein letztes Mal in die Formel 1 zurück. Tony Trimmer wurde erneut als Fahrer engagiert.

### Training
Der während der gesamten Saison erkennbare langsame Aufwärtstrend des Lotus-Teams gipfelte in einer Pole-Position für Mario Andretti. Neben beziehungsweise hinter ihm qualifizierten sich die beiden Duellanten um den Weltmeistertitel, Hunt und Lauda. Es folgten John Watson, Jody Scheckter, Carlos Pace, Clay Regazzoni sowie Vittorio Brambilla.
Das Team Maki verfehlte erneut die Qualifikation, ebenso wie bei den insgesamt sieben Versuchen in den Jahren zuvor. Das Shadow-Team bot Trimmer nach der verpassten Qualifikation einen kurzfristigen Einsatz in einem dritten Werks-Shadow an; Maki entließ Trimmer allerdings nicht aus seinem Vertrag.

### Rennen
Am Tag des Rennens regnete es heftig. Zudem zog dichter Nebel auf. Nach einigen Diskussionen entschieden die Veranstalter, das Rennen trotzdem zu starten. Zu diesem Zeitpunkt waren alle Fahrer mit dieser Entscheidung einverstanden.
Hunt übernahm zunächst die Führung vor Watson und Andretti. Watson musste kurz darauf nach einem Fahrfehler einen Umweg durch eine Auslaufzone fahren und verlor dadurch seine Position. Lauda, der ins Mittelfeld zurückgefallen war, steuerte am Ende der zweiten Runde die Boxen an und gab auf. Ein Mechaniker kam zu ihm und fragte, was los sei. Lauda antwortete nur: „Ich will mich nicht noch einmal umbringen …“ Der Mechaniker verstand sofort und sagte: „OK. Niki, sag einfach: der Motor ist hin …“ Lauda aber lehnte ab: „Nein! Sag ihnen die Wahrheit“. In der Fahrerbesprechung hatten sich einige Piloten darauf geeinigt, wegen der herrschenden Bedingungen nicht zu fahren. Als dann das Rennen dennoch gestartet wurde, kam Brabham-Pilot Larry Perkins als Erster an die Box, Lauda eine Runde danach. Carlos Pace sowie Emerson Fittipaldi folgten wenige Umläufe später.
Während Hunt das Rennen weiterhin anführte, kam Brambilla an Andretti vorbei auf den zweiten Rang. In Runde 22 duellierte er sich sogar kurz mit dem Führenden, fiel jedoch nach einem Dreher zurück. Daraufhin ergänzte Jochen Mass Hunts Spitzenposition zu einer McLaren-Doppelführung, bis er in der 36. Runde verunfallte. Dadurch gelangte Patrick Depailler auf den zweiten Rang vor Andretti.
Auf abtrocknender Strecke bekam Hunt im letzten Drittel des Rennens Probleme mit den Reifen und den Bremsen. In Runde 62 konnte er sich nicht mehr gegen Depailler und Andretti wehren. Sowohl der nun führende Depailler als auch Hunt selbst mussten zwei Runden später die Box ansteuern, um neue Reifen aufziehen zu lassen. Dadurch ging Andretti in Führung und gab sie bis ins Ziel nicht mehr ab. Hunt kehrte nach dem Boxenstopp als Fünfter auf die Strecke zurück. Während der 71. Runde überholte er Alan Jones und Regazzoni. In den beiden Runden zuvor war dies bereits Depailler gelungen, der nun vor Hunt auf dem zweiten Rang lag. Andrettis Sieg war sein zweiter in der Formel 1, fünf Jahre, sieben Monate und 18 Tage nach seinem ersten Sieg beim Großen Preis von Südafrika 1971. Seit 2024 ist dies der längste Zeitraum zwischen einem ersten und zweiten Sieg eines Fahrers in der Serie.
Der dritte Platz reichte Hunt, um die Weltmeisterschaft mit einem Punkt Vorsprung vor Lauda zu gewinnen, der zu diesem Zeitpunkt bereits auf dem Heimweg war.
Die schnellste Rennrunde wurde Masahiro Hasemi gutgeschrieben. Wenige Tage nach dem Rennen hieß es allerdings, dass es sich dabei um einen Messfehler gehandelt habe und die schnellste Runde eigentlich von Jacques Laffite absolviert worden sei.

## Meldeliste
| Team                       | Nr. | Fahrer             | Chassis         | Motor                     | Reifen |
| -------------------------- | --- | ------------------ | --------------- | ------------------------- | ------ |
| Scuderia Ferrari SpA SEFAC | 01  | Niki Lauda         | Ferrari 312T2   | Ferrari 015 3.0 F12       | G      |
| Scuderia Ferrari SpA SEFAC | 02  | Clay Regazzoni     | Ferrari 312T2   | Ferrari 015 3.0 F12       | G      |
| Elf Team Tyrrell           | 03  | Jody Scheckter     | Tyrrell P34     | Ford Cosworth DFV 3.0 V8  | G      |
| Elf Team Tyrrell           | 04  | Patrick Depailler  | Tyrrell P34     | Ford Cosworth DFV 3.0 V8  | G      |
| John Player Team Lotus     | 05  | Mario Andretti     | Lotus 77        | Ford Cosworth DFV 3.0 V8  | G      |
| John Player Team Lotus     | 06  | Gunnar Nilsson     | Lotus 77        | Ford Cosworth DFV 3.0 V8  | G      |
| Martini Racing             | 07  | Larry Perkins      | Brabham BT45    | Alfa Romeo 115-12 3.0 F12 | G      |
| Martini Racing             | 08  | Carlos Pace        | Brabham BT45    | Alfa Romeo 115-12 3.0 F12 | G      |
| Beta Team March            | 09  | Vittorio Brambilla | March 761       | Ford Cosworth DFV 3.0 V8  | G      |
| March Engineering          | 10  | Ronnie Peterson    | March 761       | Ford Cosworth DFV 3.0 V8  | G      |
| March Engineering          | 34  | Hans-Joachim Stuck | March 761       | Ford Cosworth DFV 3.0 V8  | G      |
| Marlboro Team McLaren      | 11  | James Hunt         | McLaren M23     | Ford Cosworth DFV 3.0 V8  | G      |
| Marlboro Team McLaren      | 12  | Jochen Mass        | McLaren M23     | Ford Cosworth DFV 3.0 V8  | G      |
| Shadow Racing Team         | 16  | Tom Pryce          | Shadow DN8      | Ford Cosworth DFV 3.0 V8  | G      |
| Shadow Racing Team         | 17  | Jean-Pierre Jarier | Shadow DN5B     | Ford Cosworth DFV 3.0 V8  | G      |
| Team Surtees               | 18  | Noritake Takahara  | Surtees TS19    | Ford Cosworth DFV 3.0 V8  | G      |
| Team Surtees               | 19  | Alan Jones         | Surtees TS19    | Ford Cosworth DFV 3.0 V8  | G      |
| Walter Wolf Racing         | 20  | Arturo Merzario    | Williams FW05   | Ford Cosworth DFV 3.0 V8  | G      |
| Walter Wolf Racing         | 21  | Hans Binder        | Williams FW05   | Ford Cosworth DFV 3.0 V8  | G      |
| Walter Wolf Racing         | 21  | Masami Kuwashima   | Williams FW05   | Ford Cosworth DFV 3.0 V8  | G      |
| Hesketh Racing             | 24  | Harald Ertl        | Hesketh 308D    | Ford Cosworth DFV 3.0 V8  | G      |
| Ligier Gitanes             | 26  | Jacques Laffite    | Ligier JS5      | Matra MS73 3.0 V12        | G      |
| Citibank Team Penske       | 28  | John Watson        | Penske PC4      | Ford Cosworth DFV 3.0 V8  | G      |
| Copersucar-Fittipaldi      | 30  | Emerson Fittipaldi | Copersucar FD04 | Ford Cosworth DFV 3.0 V8  | G      |
| Kojima Engineering         | 51  | Masahiro Hasemi    | Kojima KE007    | Ford Cosworth DFV 3.0 V8  | D      |
| Heroes Racing              | 52  | Kazuyoshi Hoshino  | Tyrrell 007     | Ford Cosworth DFV 3.0 V8  | B      |
| Maki Engineering           | 54  | Tony Trimmer       | Maki F102A      | Ford Cosworth DFV 3.0 V8  | G      |

Anmerkungen
1. 1 2  Binder übernahm den Wolf-Williams mit der Startnummer 21 während des Trainings von Kuwashima.

## Klassifikationen

### Startaufstellung
| Pos. | Fahrer             | Konstrukteur       | Zeit    | Ø-Geschwindigkeit | Start |
| ---- | ------------------ | ------------------ | ------- | ----------------- | ----- |
| 01   | Mario Andretti     | Lotus-Ford         | 1:12,77 | 215,644 km/h      | 01    |
| 02   | James Hunt         | McLaren-Ford       | 1:12,80 | 215,555 km/h      | 02    |
| 03   | Niki Lauda         | Ferrari            | 1:13,08 | 214,729 km/h      | 03    |
| 04   | John Watson        | Penske-Ford        | 1:13,29 | 214,114 km/h      | 04    |
| 05   | Jody Scheckter     | Tyrrell-Ford       | 1:13,31 | 214,055 km/h      | 05    |
| 06   | Carlos Pace        | Brabham-Alfa Romeo | 1:13,43 | 213,706 km/h      | 06    |
| 07   | Clay Regazzoni     | Ferrari            | 1:13,64 | 213,096 km/h      | 07    |
| 08   | Vittorio Brambilla | March-Ford         | 1:13,72 | 212,865 km/h      | 08    |
| 09   | Ronnie Peterson    | March-Ford         | 1:13,85 | 212,490 km/h      | 09    |
| 10   | Masahiro Hasemi    | Kojima-Ford        | 1:13,88 | 212,404 km/h      | 10    |
| 11   | Jacques Laffite    | Ligier-Matra       | 1:13,88 | 212,404 km/h      | 11    |
| 12   | Jochen Mass        | McLaren-Ford       | 1:14,05 | 211,916 km/h      | 12    |
| 13   | Patrick Depailler  | Tyrrell-Ford       | 1:14,15 | 211,630 km/h      | 13    |
| 14   | Tom Pryce          | Shadow-Ford        | 1:14,23 | 211,402 km/h      | 14    |
| 15   | Jean-Pierre Jarier | Shadow-Ford        | 1:14,32 | 211,146 km/h      | 15    |
| 16   | Gunnar Nilsson     | Lotus-Ford         | 1:14,35 | 211,061 km/h      | 16    |
| 17   | Larry Perkins      | Brabham-Alfa Romeo | 1:14,38 | 210,976 km/h      | 17    |
| 18   | Hans-Joachim Stuck | March-Ford         | 1:14,38 | 210,976 km/h      | 18    |
| 19   | Arturo Merzario    | Wolf-Williams-Ford | 1:14,41 | 210,891 km/h      | 19    |
| 20   | Alan Jones         | Surtees-Ford       | 1:14,60 | 210,354 km/h      | 20    |
| 21   | Kazuyoshi Hoshino  | Tyrrell-Ford       | 1:14,65 | 210,213 km/h      | 21    |
| 22   | Harald Ertl        | Hesketh-Ford       | 1:15,26 | 208,509 km/h      | 22    |
| 23   | Emerson Fittipaldi | Copersucar-Ford    | 1:15,30 | 208,398 km/h      | 23    |
| 24   | Noritake Takahara  | Surtees-Ford       | 1:15,77 | 207,106 km/h      | 24    |
| 25   | Hans Binder        | Wolf-Williams-Ford | 1:17,36 | 202,849 km/h      | 25    |
| 26   | Masami Kuwashima   | Wolf-Williams-Ford | 1:17,90 | 201,443 km/h      | DNS   |
| DNQ  | Tony Trimmer       | Maki-Ford          | 1:30,91 | 172,615 km/h      | –     |

### Rennen
| Pos. | Fahrer             | Konstrukteur       | Runden | Stopps | Zeit       | Start | Schnellste Runde |
| ---- | ------------------ | ------------------ | ------ | ------ | ---------- | ----- | ---------------- |
| 01   | Mario Andretti     | Lotus-Ford         | 73     | 0      | 1:43:58,86 | 01    |                  |
| 02   | Patrick Depailler  | Tyrrell-Ford       | 72     | 1      | + 1 Runde  | 13    |                  |
| 03   | James Hunt         | McLaren-Ford       | 72     | 1      | + 1 Runde  | 02    |                  |
| 04   | Alan Jones         | Surtees-Ford       | 72     | 0      | + 1 Runde  | 20    |                  |
| 05   | Clay Regazzoni     | Ferrari            | 72     | 0      | + 1 Runde  | 07    |                  |
| 06   | Gunnar Nilsson     | Lotus-Ford         | 72     | 0      | + 1 Runde  | 16    |                  |
| 07   | Jacques Laffite    | Ligier-Matra       | 72     | 0      | + 1 Runde  | 11    | 1:19,97 (70.)    |
| 08   | Harald Ertl        | Hesketh-Ford       | 72     | 0      | + 1 Runde  | 22    |                  |
| 09   | Noritake Takahara  | Surtees-Ford       | 70     | 0      | + 3 Runden | 24    |                  |
| 10   | Jean-Pierre Jarier | Shadow-Ford        | 69     | 0      | + 4 Runden | 15    |                  |
| 11   | Masahiro Hasemi    | Kojima-Ford        | 66     | 0      | + 7 Runden | 10    | 1:18,23          |
| –    | Jody Scheckter     | Tyrrell-Ford       | 58     | 0      | DNF        | 05    |                  |
| –    | Hans Binder        | Wolf-Williams-Ford | 49     | 0      | DNF        | 25    |                  |
| –    | Tom Pryce          | Shadow-Ford        | 46     | 0      | DNF        | 14    |                  |
| –    | Vittorio Brambilla | March-Ford         | 38     | 1      | DNF        | 08    |                  |
| –    | Hans-Joachim Stuck | March-Ford         | 37     | 0      | DNF        | 18    |                  |
| –    | Jochen Mass        | McLaren-Ford       | 35     | 0      | DNF        | 12    |                  |
| –    | John Watson        | Penske-Ford        | 33     | 0      | DNF        | 04    |                  |
| –    | Kazuyoshi Hoshino  | Tyrrell-Ford       | 27     | 1      | DNF        | 21    |                  |
| –    | Arturo Merzario    | Wolf-Williams-Ford | 23     | 0      | DNF        | 19    |                  |
| –    | Emerson Fittipaldi | Copersucar-Ford    | 9      | 0      | DNF        | 23    |                  |
| –    | Carlos Pace        | Brabham-Alfa Romeo | 7      | 0      | DNF        | 06    |                  |
| –    | Niki Lauda         | Ferrari            | 2      | 0      | DNF        | 03    |                  |
| –    | Larry Perkins      | Brabham-Alfa Romeo | 1      | 0      | DNF        | 17    |                  |
| –    | Ronnie Peterson    | March-Ford         | 0      | 0      | DNF        | 09    | –                |

## WM-Stände nach dem Rennen
Die ersten sechs des Rennens bekamen 9, 6, 4, 3, 2 bzw. 1 Punkt(e). Es zählten nur die besten sieben Ergebnisse aus den ersten acht Rennen und die besten sieben Ergebnisse aus den letzten acht Rennen. In der Konstrukteurswertung zählte nur das Ergebnis des bestplatzierten Fahrers eines Teams. Streichresultate sind in Klammern gesetzt.

### Fahrerwertung
| Pos. | Fahrer             | Konstrukteur                      | Punkte |
| ---- | ------------------ | --------------------------------- | ------ |
| 01   | James Hunt         | McLaren-Ford                      | 69     |
| 02   | Niki Lauda         | Ferrari                           | 68     |
| 03   | Jody Scheckter     | Tyrrell-Ford                      | 49     |
| 04   | Patrick Depailler  | Tyrrell-Ford                      | 39     |
| 05   | Clay Regazzoni     | Ferrari                           | 31     |
| 06   | Mario Andretti     | Lotus-Ford / Parnelli-Ford        | 22     |
| 07   | John Watson        | Penske-Ford                       | 20     |
| 08   | Jacques Laffite    | Ligier-Matra                      | 20     |
| 09   | Jochen Mass        | McLaren-Ford                      | 19     |
| 10   | Gunnar Nilsson     | Lotus-Ford                        | 11     |
| 11   | Ronnie Peterson    | Lotus-Ford / March-Ford           | 10     |
| 12   | Tom Pryce          | Shadow-Ford                       | 10     |
| 13   | Hans-Joachim Stuck | March-Ford                        | 8      |
| 14   | Carlos Pace        | Brabham-Alfa Romeo                | 7      |
| 15   | Alan Jones         | Surtees-Ford                      | 7      |
| 16   | Carlos Reutemann   | Brabham-Alfa Romeo                | 3      |
| 17   | Emerson Fittipaldi | Copersucar-Ford                   | 3      |
| 18   | Chris Amon         | Ensign-Ford                       | 2      |
| 19   | Vittorio Brambilla | March-Ford                        | 1      |
| 20   | Rolf Stommelen     | Brabham-Alfa Romeo / Hesketh-Ford | 1      |
| 21   | Harald Ertl        | Hesketh-Ford                      | 0      |
| 22   | Jean-Pierre Jarier | Shadow-Ford                       | 0      |
| 23   | Jacky Ickx         | Wolf-Williams-Ford / Ensign-Ford  | 0      |

| Pos. | Fahrer                   | Konstrukteur                     | Punkte |
| ---- | ------------------------ | -------------------------------- | ------ |
| 24   | Larry Perkins            | Boro-Ford / Brabham-Alfa-Romeo   | 0      |
| 25   | Henri Pescarolo          | Surtees-Ford                     | 0      |
| 26   | Arturo Merzario          | March-Ford / Wolf-Williams-Ford  | 0      |
| 27   | Renzo Zorzi              | Wolf-Williams-Ford               | 0      |
| 28   | Noritake Takahara        | Surtees-Ford                     | 0      |
| 29   | Michel Leclère           | Wolf-Williams-Ford               | 0      |
| 30   | Brett Lunger             | Surtees-Ford                     | 0      |
| 31   | Bob Evans                | Lotus-Ford                       | 0      |
| 32   | Alessandro Pesenti-Rossi | Tyrrell-Ford                     | 0      |
| 33   | Ingo Hoffmann            | Copersucar-Ford                  | 0      |
| 34   | Masahiro Hasemi          | Kojima-Ford                      | 0      |
| 35   | Loris Kessel             | Brabham-Ford                     | 0      |
| 36   | Lella Lombardi           | March-Ford / Brabham-Ford        | 0      |
| 37   | Alex Ribeiro             | Hesketh-Ford                     | 0      |
| 38   | Warwick Brown            | Wolf-Williams-Ford               | 0      |
| 39   | Guy Edwards              | Hesketh-Ford                     | 0      |
| 40   | Patrick Nève             | Brabham-Ford / Ensign-Ford       | 0      |
| –    | Hans Binder              | Ensign-Ford / Wolf-Williams-Ford | 0      |
| –    | Ian Ashley               | B.R.M.                           | 0      |
| –    | Ian Scheckter            | Tyrrell-Ford                     | 0      |
| –    | Boy Hayje                | Penske-Ford                      | 0      |
| –    | Conny Andersson          | Surtees-Ford                     | 0      |
| –    | Kazuyoshi Hoshino        | Tyrrell-Ford                     | 0      |

### Konstrukteurswertung
| Pos. | Konstrukteur       | Punkte  |
| ---- | ------------------ | ------- |
| 01   | Ferrari            | 83      |
| 02   | McLaren-Ford       | 74 (75) |
| 03   | Tyrrell-Ford       | 71      |
| 04   | Lotus-Ford         | 29      |
| 05   | Penske-Ford        | 20      |
| 06   | Ligier-Matra       | 20      |
| 07   | March-Ford         | 19      |
| 08   | Shadow-Ford        | 10      |
| 09   | Brabham-Alfa Romeo | 9       |
| 10   | Surtees-Ford       | 7       |

| Pos. | Konstrukteur       | Punkte |
| ---- | ------------------ | ------ |
| 11   | Copersucar-Ford    | 3      |
| 12   | Ensign-Ford        | 2      |
| 13   | Parnelli-Ford      | 1      |
| 14   | Wolf-Williams-Ford | 0      |
| 15   | Hesketh-Ford       | 0      |
| 16   | Boro-Ford          | 0      |
| 17   | Kojima-Ford        | 0      |
| 18   | Brabham-Ford       | 0      |
| –    | B.R.M.             | 0      |